# Jan Kanty Rzesiński
Jan Kanty Hieronim Stefan Rzesiński ps. Jan z Oświęcimia  (ur. 22 sierpnia 1803 w Rajsku k. Oświęcimia, zm. 25 czerwca 1855 w Krakowie) – polski prawnik, filozof, literat, polityk, od roku 1823 związany z Uniwersytetem Jagiellońskim (Biblioteka Jagiellońska, Wydział Filozoficzny – Katedra Prawa Natury i Prawa Kryminalnego), członek Zgromadzenia Reprezentantów Wolnego Miasta Kraków, uczestnik prac sejmowego Komitetu Prawodawczego.

## Życiorys

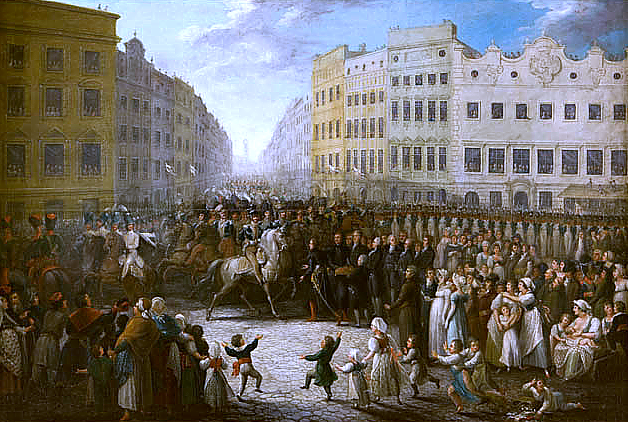
Kraków na początku XIX w. na obrazie Michała Stachowicza „Wjazd księcia Józefa Poniatowskiego do Krakowa 15 lipca 1809 roku”

Był synem Barbary z Wolskich i Józefa herbu Jastrzębiec. Skończył Gimnazjum św. Anny w Krakowie, który od roku 1815 był stolicą formalnie niepodległego państwa – Rzeczypospolitej Krakowskiej (Wolne Miasto Kraków).
Mając lat 16 debiutował jako poeta. W Pszczółce Krakowskiej były publikowane m.in. jego wiersze o tematyce historycznej (są uznawane ze mało oryginalne). Studia w dziedzinie prawa i filozofii podjął na Uniwersytecie Jagiellońskim. W czasie studiów był aplikantem przy Trybunale I Instancji Wolnego Miasta Krakowa (1821–1823). Od roku 1823 zajmował stanowisko adiunkta Bibliotece Jagiellońskiej. Uzyskał stopień magistra filozofii w lipcu 1824 roku, stopień doktora filozofii w lipcu 1826 roku (pracę doktorską wykonał na temat De Justino Trogi Pompei epitomatore). Rozprawa doktorska w dziedzinie prawa nosiła tytuł De usuris secundum ius romanum. Była podstawą nadania tytułu doktora praw w roku 1828.
Po skończeniu studiów pracował nadal w Bibliotece Jagiellońskiej, w której był adiunktem do roku 1829, a następnie – w latach 1831–1850 – zastępcą kierownika (bibliotekarza). W okresie 1829–1831 wykładał, jako zastępca profesora, na Wydziale Filozoficznym UJ. Od roku 1831 prowadził wykłady z prawa rzymskiego (był uznawany za wybitnego znawcę prawa rzymskiego i cywilnego), powierzone mu na wniosek gen. Józefa Załuskiego – kuratora UJ (Rada Wydziału Prawa nie przyznała mu stanowiska profesora nadzwyczajnego). W tymże roku rozpoczął praktykę adwokacką. W latach 1835–1836, po śmierci Jerzego S. Bandtkiego, wykładał też bibliografię na Wydziale Filozofii. Kontynuował też prace Bandtkiego, dotyczące zbiorów Biblioteki UJ – przeprowadził ogólne skontrum księgozbioru, uporządkował zbiory druków ulotnych, opracował katalog dubletów.
Jako polityk Rzesiński starał się godzić polityczny realizm z romantycznymi nadziejami na przyszłą suwerenność Polski. Jako filozof poszukiwał możliwości pogodzenia filozoficznego i historycznego punktu widzenia (jego zdaniem „duch przeszłości” musi łączyć się z „przeczuciem przyszłości”). Uważał za korzystne zachowanie status quo Wolnego Miasta. W roku 1844 został wybrany do Sejmu Wolnego Miasta Krakowa, w którym pracował w Komitecie Prawodawczym. Był zwolennikiem zasady, że modyfikacji projektów aktów prawnych mogą dokonywać tylko komitety sejmowe, a uprawnienia deputowanych należy ograniczyć do składania uwag do projektów. Sprzeciwiał się odrzuceniu instytucji rozwodów z obowiązującego Kodeksu Napoleona (projekt zgłoszony przez Senat, nie został przyjęty). Brał aktywny udział w debatach dotyczących prawa hipotecznego, „prawa o opiekach”, ustawy emerytalnej (zabiegał o regulacje korzystne dla nauczycieli). 
W roku 1848, w czasie Wiosny Ludów, był członkiem  krakowskiego Komitetu Narodowego, w którym działał w zespole przygotowującym projekt reorganizacji władzy sądowniczej. Był też członkiem deputacji wysłanej w kwietniu 1848 do Wiednia z dokumentem „Protestacja mieszkańców Krakowa wskutek doznanych gwałtów i nadużyć od władz cywilnych i wojskowych…” Dokument przygotowano po zbombardowaniu Krakowa przez Austriaków 26 kwietnia 1848 roku. W skład delegacji wchodzili – poza Janem Rzesińskim – Stefan Potocki i Antoni Zygmunt Helcel. Otrzymano zapewnienie, że zostanie powołana specjalna komisja rządowa, do czego jednak nie doszło.
Od jesieni 1848 Jan Kanty Rzesiński wykładał, jako zastępca profesora, w Katedrze Prawa natury i kryminalnego (nadal prowadząc własną kancelarię). W roku 1850 został profesorem zwyczajnym filozofii prawa oraz rozpoczął pracę w komisji przygotowującej statut gminny Krakowa. Mimo intensywnej germanizacji Wydziału Prawa, otrzymał osobiste zezwolenie na prowadzenie wykładów w języku polskim. Po czterech latach otrzymał katedrę prawa francuskiego i dawnego prawa cywilnego – jedyną na Wydziale katedrę z polskim językiem wykładowym.
Był członkiem Krakowskiego Towarzystwa Naukowego od 31 grudnia 1847 roku i członkiem Komitetu wydziału akademickiego umiejętności moralnych od 4 listopada 1848 roku.

## Życie osobiste
Ożenił się z Joanną a Woszczyńskich (1818–1864). Mieli córkę Helenę.
Był właścicielem kamienicy przy uu Kanoniczej 14 i lokali przy ul. Poselskiej, m.in. części Pałac Wielopolskich, zakupionej po pożarze.
Zmarł 25 czerwca 1855 roku. Został pochowany na cmentarzu Rakowickim.
Córka wyszła za mąż za Andrzeja Rydzowskiego, który opublikował prace Jana Kanty Rzesińskiego, pozostawione w rękopisie.

## Praca naukowa
Rzesiński był wszechstronnym badaczem, podejmującym zagadnienia prawne (z dogmatyk prawniczych, historii prawa, filozofii prawa), filozoficzne i literackie. Jego dorobek nie jest na ogół oryginalny i miał charakter popularyzatorski i dydaktyczny.
Prowadząc wykłady z prawa rzymskiego (1831) upowszechnił odkryte niedawno (1816) przez Bartholda Niebuhra Instytucje Gajusza. Był pierwszą osobą, która wykładała w Krakowie filozofię prawa, zamiast dotychczasowego kursu prawa natury.
Był zwolennikiem filozofii Hegla, związanym z polskimi heglistami skupionymi wokół Kwartalnika Naukowego. Jego refleksja nad prawem prawa uprawiana była w duchu heglowskim, łącząc elementy historyczne i filozoficzne.

## Publikacje (wybór)
Felietony i wiersze młodzieńcze, publikowane w „Pszczółce Krakowskiej”, m.in.;
- Podróż do Oświęcimia (felieton),
- Duma o generale Wodzickim,
- Groby królów i bohaterów polskich spoczywających w świątyni na Wawelu (m.in. Kopiec Wandy[4])
- Duma pisana na zwaliskach starożytnego zamku Lanckorony,
- Duma o Zawiszy Czarnym.

Publikacje naukowe (wybór)
- (1826) De Iustino Trogi Pompeii epitomatore;
- (1828) De usuris secundum ius Romanum commentatio inauguralis;
- (1830) E. Gibbona rys historyczny Prawa Rzymskiego (przełożył z angielskiego i uwagami G. Hugona powieķszył J.H.S. Rzesiński)
- (1834) Rozprawa o filozofii w ogólności i dzisiejszym jej stanowisku, Kraków;
- (1836) Charakterystyka najnowszej filozofii, Kwartalnik Naukowy 3, s. 193-223;
- (1836-1837) przekład W.G. Tennemanna Rys historii filozofii, 2 tomy, Kraków.
- (1838) Odpowiedź na zarzuty Feliksa Żochowskiego w dziele "Części mowy odmieniające się przez przypadki" przeciw niektórym zasadom gramatyki Józefa Muczkowskiego, Kraków;
- (1840) Processus juris civilis Cracoviensis a Consulibus civitatis A.D. MDXLIV. Sigismundo I. regnante conscriptus. E codice manuscripto edidit… Proces cywilny Krakowski przez Rajców miasta w roku 1544 napisany… (tekst łaciński z polskim wstępem)[8];
- (1841) Filozofia i historia w dziedzinie prawa (pod pseudonomiem Jan z Oświęcimia), Orędownik Naukowy 2.
- (1845) Trzy kodeksy francuskie: cywilny, postępowania sądowego i handlowy, w przekładzie poprawnym z dołączeniem związkoych między sobą artykułów, Kraków.